# ひぐらしのなく頃に
『ひぐらしのなく頃に』（ひぐらしのなくころに、When They Cry）は、同人サークル『07th Expansion』によるコンピュータゲーム作品である。ゲームジャンルはサウンドノベル。監督・脚本は竜騎士07。正式なタイトル記述は『ひぐらしのなく頃に』と、「な」が赤文字で表記され、日本国外の言語でもこれに準じて表記される（例：When They Cry）。略称は「ひぐらし」。

## 概要
本作品は昔ながらの村社会の様相を残す村落で発生した連続怪死・失踪事件の顛末を描いた連作式のミステリーである。表現媒体としてサウンドノベル形式を採用しているが、ストーリー展開に影響を与える選択肢や分岐は存在せず、プレイヤーは一本道のシナリオを順に読み進め、物語の謎や結末を思案するスタイルのゲームとなっている。
「出題編」「解答編」の各4話が2002年夏から2006年夏のコミックマーケットで発表された。後にこれを原作として商業作品化され、メディアミックス展開も盛んに行われた。2016年6月時点で様々なメディアミックスの累計発行部数は1000万部を突破している。
シナリオ執筆およびキャラクターデザイン・CGは『07th Expansion』代表の「竜騎士07」。プログラミング（スクリプト）は竜騎士07の弟である「八咫桜」が担当している。ゲームエンジンには「NScripter」が使用されている。
BGMに関しては当初、『ひぐらしのなく頃に』はフリーBGM素材集などから選択されていたが、『ひぐらしのなく頃に解』は当作品を愛好する同人音楽創作者の呼びかけによって有志を募り、専用のBGMが制作された。
2015年から2020年まで、MangaGamerによりSteam版が鬼隠し編から祭囃し編まで順次配信された。文章は原作準拠、新規立ち絵と英語モードが追加されている。2021年2月現在、新型コロナウイルスに対して効果的なワクチンが発見されるまで鬼隠し編が無料配信中。
出題編（『ひぐらしのなく頃に 暇潰し編』に全4話収録）
1. 鬼隠し編（2002年夏・コミックマーケット62発表）
2. 綿流し編（2002年冬・コミックマーケット63発表）
3. 祟殺し編（2003年夏・コミックマーケット64発表）
4. 暇潰し編（2004年夏・コミックマーケット66発表）

解答編（『ひぐらしのなく頃に解 祭囃し編』に全4話収録）
1. 目明し編（2004年冬・コミックマーケット67発表）
2. 罪滅し編（2005年夏・コミックマーケット68発表）
3. 皆殺し編（2005年冬・コミックマーケット69発表）
4. 祭囃し編（2006年夏・コミックマーケット70発表）

番外編（ファンディスク『ひぐらしのなく頃に礼』）
「賽殺し編」「昼壊し編」「罰恋し編」（2006年冬・コミックマーケット71発表）
オールインワンパック（『ひぐらしのなく頃に奉』）
上記全ての編および「雛見沢停留所」「ひぐらしアウトブレイク」「神姦し編」（2014年夏・コミックマーケット86発表）
- 「奉」に収録の本編においては、従来版からの一部グラフィック差し替えがなされている。

## 作品内容

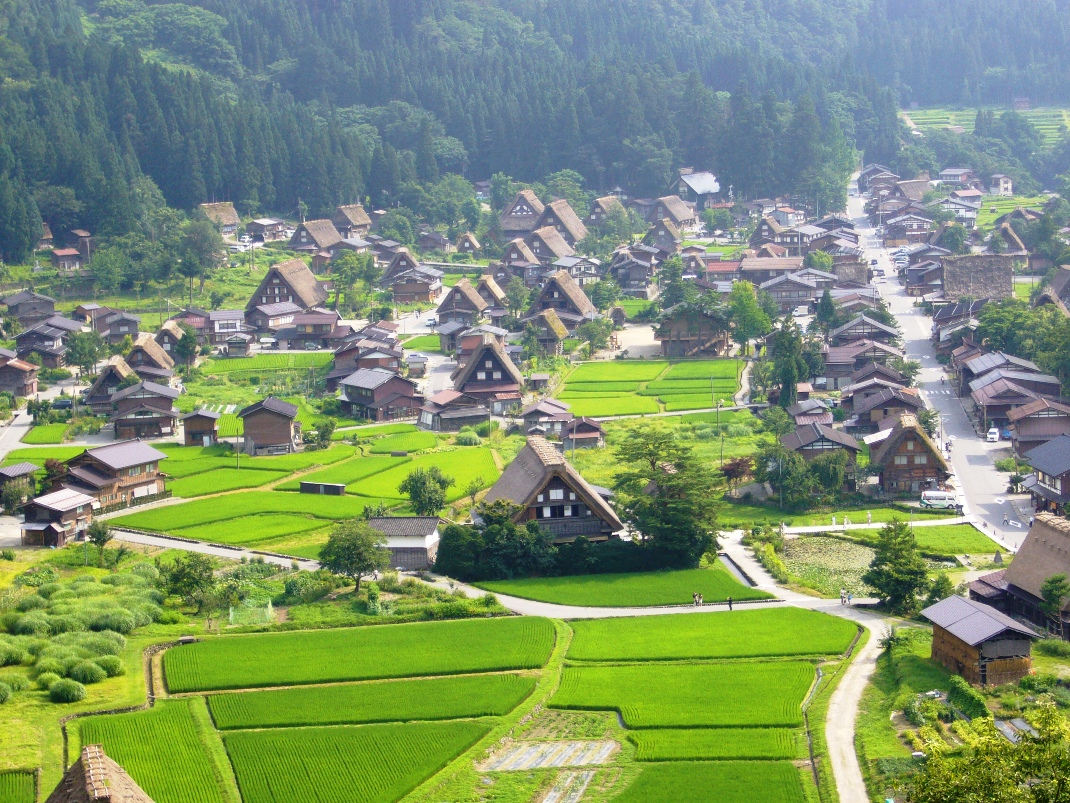
雛見沢村の風景のモデルとなった白川郷（岐阜県大野郡白川村）

人口2000人ほどの架空の村落「雛見沢村」を舞台に、村に代々伝わる習わし「綿流し」を軸にして起こる連続怪死・失踪事件の謎に挑むミステリー作品で、プレイヤーに謎を提示する「出題編」4話と、事件の真相が明かされる「解答編」4話で本編が構成される。
出題編では信頼できない語り手による手法が多用されており、大部分が登場人物の主観で叙述されるが、合間にはより客観性の高い追加情報『TIPS』が挿入される。このような情報の提示の仕方は、映画『ブレア・ウィッチ・プロジェクト』がアメリカでの公開時にインターネットや書籍などで映画では描かれない周辺情報を公開していった展開方法に影響を受けたものである。
登場人物のイラストは指の描写が簡略化されるなどの独特なデフォルメが施されており、萌え絵風のデザインのキャラクターたちによる穏やかな日常パートと相反するように、殺人事件を境にしてミステリー・ホラーパートが展開される。また、猟奇的な行動を取るメインキャラクターの少女たちは、ヤンデレと呼ばれるヒロインの代表格となった。
舞台となる雛見沢村はその風土柄、村人同士が強い結束を持つのどかで平和な様相だが、ダム建設計画をめぐる反対派と立ち退き派との対立は根深く、建設中止後も遺恨を残していた。やがて、村の風習として6月に行われる夏祭り「綿流し」の日に、ダム建設作業員や立ち退き派の関係者が、村で祀られる神「オヤシロさま」の祟りとして奇怪な死を遂げる事件が毎年起こるという恐ろしい事実が明かされる。そして、事件開始から5年目を迎えた昭和58年に都会から引越してくる中学生の少年・前原圭一を軸にして物語は展開されていく。平穏な日常が突如として惨劇に変わる不気味さが特徴となっている。
もう一つの特徴として、物語の主軸にタイムリープが使われる点が挙がる。第1話の結末で多くの謎を抱えたまま死を迎える主人公だが、第2話が始まると何事もなかったかのようにまた日常が再会される。前回と同じような日々に見えてその展開は異なる様子を見せ、最後にはまた同様に惨劇によって死を迎える。これらがプレイヤーには一切説明される事なく進行していくため、何が起きているのかしばし混乱させる作りになっている。各編から見えてくる手掛かりを元に推理を進め、繰り返される惨劇の謎に迫っていく。第4話以降は語り手となる主人公が変わり、解答編となる第5話以降はそれまで知り得なかった暗部の動きや物語の真実が徐々に明かされていく。そして、物語の終盤では登場人物の一人である古手梨花が自らの死の度に何度も時間を巻き戻している事が示される。また、村の守り神である「オヤシロさま」が羽入という名の新たな登場人物として読者に示され、現世の出来事に介入できず、見ている事しかできない彼女の立場はプレイヤー自身の暗喩とも取れる。最終話では傍観者である羽入が舞台に立ち、物語に介入して強固な運命に立ち向かう。
作者の竜騎士07によると、短絡的な行動をしないために、他者を信頼し悩みを打ち明ける事の大切さを繰り返し説いたという。

## 登場人物

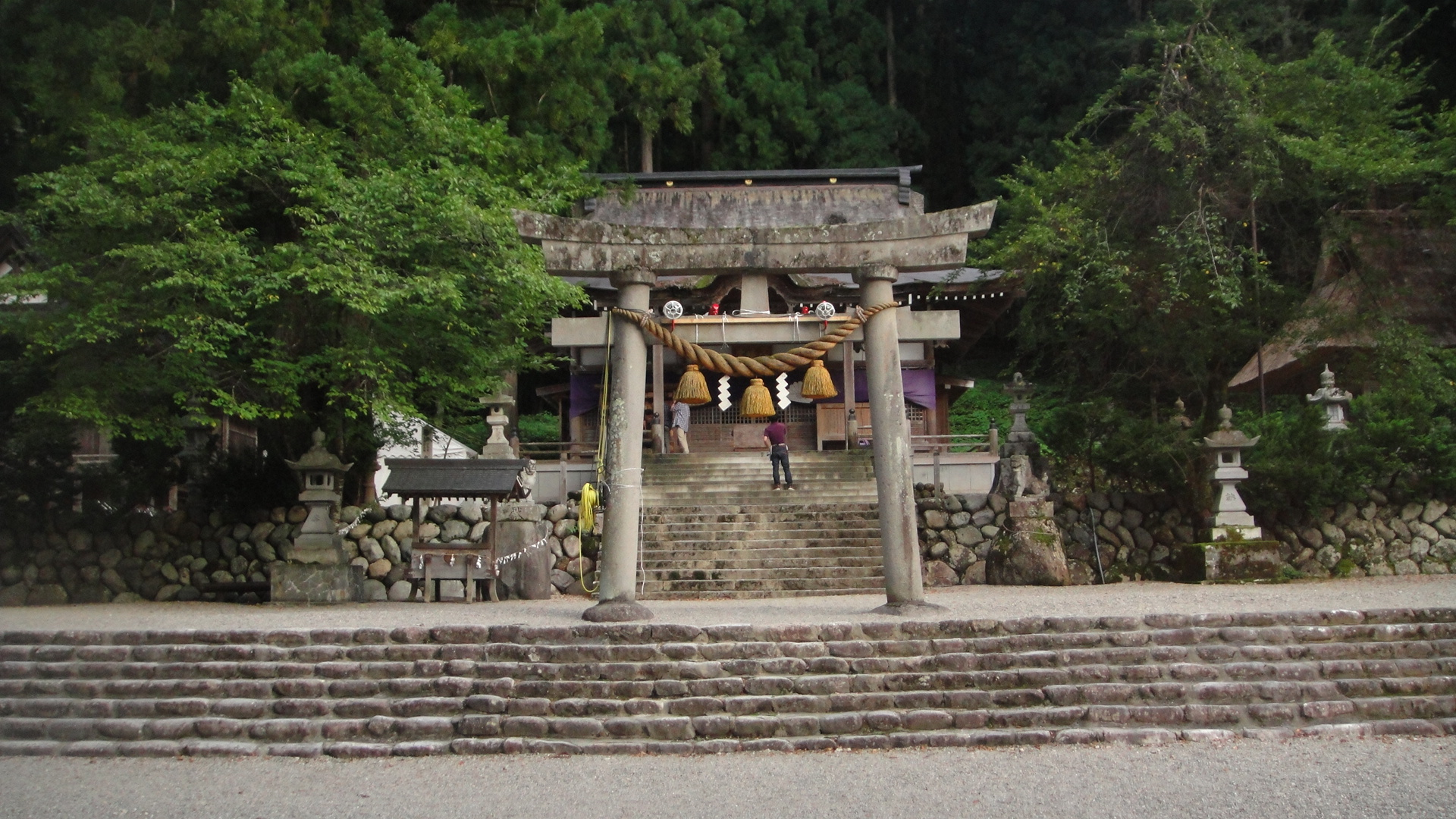
本作に登場する「古手神社」のモデルとなった、白川八幡神社。

- 前原圭一 - 本作品の主人公[13]。都会から引っ越してきた少年。
- 竜宮レナ - 圭一のクラスメイト[13]。面倒見が良い圭一の同級生。宝探しと称して1人でゴミ山を探索するのが趣味。
- 園崎魅音 - 圭一のクラスメイト（上級生）。村一の有力者である園崎本家の跡取り娘[13]。
- 園崎詩音 - 魅音の双子の妹。訳あって園崎本家とは距離を置いている[13]。
- 北条沙都子 - 圭一のクラスメイト（下級生）[13]。親の影響で村人から疎外されている。
- 古手梨花 - 圭一のクラスメイト（下級生）。神社の巫女。祭神・オヤシロさまの生まれ変わりとして村人に有り難られている。未来を知りつくしたかのような言動を見せる。

## 作中の用語
雛見沢村連続怪死事件
昭和54年～昭和58年の、5年連続で綿流し祭の日に起きる怪死事件の総称。村ではダム闘争での村の仇敵が殺されると噂される。毎年一人の死者と1人の行方不明者が出る。
昭和54年「雛見沢村現場監督殺人事件」
昭和55年「白川自然公園転落事故」
昭和56年「雛見沢村神主妻失踪事件」
昭和57年「雛見沢村主婦撲殺事件」
オヤシロさま
古手神社に祀られている地元の神様。信仰されていると同時に、村の敵に祟りを起こすと恐れられている。
鬼ヶ淵死守同盟
雛見沢ダム建設計画の反対団体。公由喜一郎・園崎お魎が中心となった。
雛見沢ダム建設計画
昭和50年10月に立案された大規模なダムの建設計画。水没地帯は雛見沢・高津戸・清津・松本・谷河内という大規模な計画。住民運動の末、昭和54年末に無期限凍結となった。

## 各編概要

### 出題編『ひぐらしのなく頃に』
鬼隠し編
都会から田舎の寒村「雛見沢村」に引越して来た中学生の主人公・前原圭一は、村にまつわる不穏な事件の噂を耳にし、事件の事を話そうとしない友人たちに疑念を積もらせていく。村祭り「綿流し」の日に起きた殺人事件を境に、村人から命を狙われていると感じた圭一は、友人の竜宮レナ、園崎魅音を殺害してしまう。仲間と信じて疑わない2人の豹変に理解ができない圭一は、逃亡の末に奇怪な死を遂げる。
綿流し編
綿流し祭の最中、圭一たちは好奇心から神社の祭具殿に忍び込み、禁忌に触れた事によって、村の重鎮である御三家次期当主の魅音の手によって制裁が下されていく。次々と失踪者が増える中、圭一とレナは殺人を繰り返す魅音を追い詰め、過去の連続怪死・失踪事件についても自白させる。逃亡して姿を隠した魅音だったが、圭一の前に再び姿を現し、刃物を持って襲撃。達成感に酔いしれた彼女は、逃亡先のマンションから転落して死亡する。
祟殺し編
両親が死去し、身寄りの無いクラスメイトの北条沙都子のため、兄のように接して彼女を守ると決心する圭一。だが、突如として帰郷した叔父が、自分の世話をさせるべく彼女を連れ去ってしまう。沙都子を虐待から救うため、叔父の殺害計画を実行した圭一だったが、叔父は生きていていまだに解放されていないと怯える沙都子。混乱する圭一は神社の境内で古手梨花の惨殺死体を発見するが、居合わせた沙都子に犯人と勘違いされ、橋から突き落とされてしまう。一命を取り留め目覚めると、火山性のガス災害によって一夜にして村人全員が犠牲となっていた。
暇潰し編
村を沈めるダム工事への反対運動が盛り上がりを見せる昭和53年。警視庁公安部の若手刑事・赤坂衛は、建設大臣の孫誘拐事件の捜査のため雛見沢を訪れ、一人の少女・古手梨花に出会う。彼女はこれから毎年起こる悲惨な事件と最後には自分が殺される事を予言し、赤坂に助けを求めた。また、すぐに東京に帰らなければ出産間近の妻が事故死すると告げて帰還を促すが、誘拐事件の解決を優先する赤坂はその忠告を無視する。大臣孫を無事に保護し、東京へ戻った赤坂だったが、梨花の予言通り妻が亡くなっており、梨花もまた惨劇の運命に飲み込まれ、村はガス災害で全滅するのだった。

### 解答編『ひぐらしのなく頃に解』
目明し編
「綿流し編」に対する解答編。郊外の静粛なお嬢様学校に嫌気が差し、脱走して雛見沢に帰って来た主人公の園崎詩音は、同い年の少年・北条悟史に出会い、恋をする。4年目の事件で悟史は失踪し、暗躍する園崎家に復讐を誓った詩音は、魅音に成りすまして御三家当主たちや沙都子を次々に殺害していく。詩音は魅音の想い人である圭一を刺した後、マンションのエレベーターフロアの屋根に転落。そして、自らの罪を悔い地上へと身を投げる。
綿流し編の圭一の視点からはうかがい知れない真実が明かされ、雛見沢の裏側にひしめく内情、全ては園崎家の差し金かのように疑ってしまう土壌が垣間見える。
罪滅し編
「鬼隠し編」に対する解答編。主人公・竜宮レナは5年目の事件で殺された鷹野三四の研究ファイルを預かっていた事から、自分の身にも危機が迫っていると感じ、村人を誰も信じられなくなってしまう。奇跡の力で「鬼隠し編」の記憶を呼び覚ました圭一は、自分を守るために命を顧みなかったレナの強さを思い出し、絶対に彼女を救うと決意する。学校を占拠して籠城事件を起こすレナを説得し、見事に惨劇を回避したかに見えたが、この世界においても梨花は殺害され、村はガス災害の犠牲となる。
「鬼隠し編」でのレナと圭一の立場を入れ替えた物語。仲間を疑い破滅に向かう様子と、その打開方法が提示される。
皆殺し編
「祟殺し編」に対する解答編。主人公・古手梨花は生まれながらに特別な力を持ち、自分にしか見えない神秘的な存在・羽入と共に死の度に時間を遡り、世界を転々と旅して来た。仲間たちは各編での失敗を無意識に知覚しており、沙都子の叔父が帰還して連れ去ってしまうという障壁も、村人全員が団結して正攻法で打開する。惨劇回避に向けた理想的な展開を見せるが、自分を殺そうとする力はあまりに強大で、運命を覆すには至らなかった。梨花は麻酔無しで腹を割かれる事を選び、敵の正体を魂に刻み付ける。そして、残り僅かな力を使って最後の世界に挑む決意をする。
5年目の事件と雛見沢大災害が鷹野三四らによって起こされている事が初めて明かされる。数多の惨劇を見続けてきた梨花は、繰り返される世界に疲れ果て、運命に抗う気力を失っていた。しかし、仲間たちが運命を撃ち破る強さを見せた事で希望を取り戻し、信じる事で奇跡を起こせると理解する。
祭囃し編
悲運な幼少期を送った鷹野が、強固な意志を持って運命を紡ぎ出す経緯が明かされる。国家権力の中枢にまで入り込む鷹野の力と、仲間たち皆んなで結束して立ち向かう梨花との対決の物語。遂に惨劇の運命は打ち破られ、昭和58年6月を突破する梨花。全員が生き残り、平和に暮らすという、彼女が望み続けた幸せな結末を迎える。

### 番外編『ひぐらしのなく頃に礼』
賽殺し編
運命の袋小路を撃ち破り、初めて迎える昭和58年の夏。梨花は不注意から交通事故に遭い、トラックにはねられてしまう。目を覚ますと、それまでの世界と賽の目が逆になったかのように全員に罪の無い不思議な世界にいる事に気付く。様子の違う仲間たちに違和感しか感じず、元の世界に戻るべく奮闘するが、羽入の力が介入できず簡単には行かない。やがて、その世界での両親や仲間たちの温かさに触れる内に、元の世界との優劣がつけられなくなり、葛藤する。元の世界へ戻る唯一の方法、「母殺し」の選択を迫られ、彼女が選んだ答えは「母のいない世界を受け入れる」事だった。
昼壊し編
黄昏フロンティアの3D対戦アクションゲーム「ひぐらしデイブレイク」の世界観を元に、竜騎士07がノベライズした作品。古手神社に伝わる秘宝「フワラズの勾玉」を巡って、レナたち部活メンバーがドタバタ劇を繰り広げる。
罰恋し編
目明し編の「お疲れ様会」の再録にあたるオマケシナリオ。2004年12月のコミックマーケット67で頒布された目明し編にのみ収録されていたが、本編の感動を台無しにしかねない内容なだけに封印されていた幻のシナリオ。

### 特別編『ひぐらしのなく頃に奉』
雛見沢停留所
「ひぐらしのなく頃に」の原点かつ原典となる、舞台脚本を基にした作品。この脚本はとあるコンテストに応募されたが、あえなく落選となり、その後に大幅に内容を改変して同人ゲーム『ひぐらしのなく頃に』が制作された。魅音が貧乏な家の娘で「ダム建設賛成派」であったりと、『ひぐらしのなく頃に』とは異なる設定も多い。
あらすじ
雛見沢の村外れにある停留所で雨宿りをしていた女子高生の梨花と後輩の魅音は、ダム建設のために視察に来たという建設省の利根川と荒川に出会う。ダム建設に賛成で都会暮らしをしたい魅音と、断固反対の梨花は口論になる中、フリーライターの吉村満が停留所に雨宿りに加わる。
その後、雛見沢を汚そうとする者を祟り殺すという「オヤシロさま」と呼ばれる守り神の話になり、建設省の職員4人が尋常でない死に方をしており、亡くなった職員たちは皆、「何かの気配を感じる」と言い残していたという。梨花はそれらの怪死事件を、「オヤシロさまの祟り」だと告げる。その話を聞き、このところ頭痛に悩まされていた荒川と魅音は、不安を覚える。
その後、警察だという男女が現れ、「通り魔によって犠牲者が出ており、バスは来ない」と告げ、この中に犯人がいる可能性があると言う。その最中、吉村によって自身の過去を暴かれた荒川は、喉を搔きむしって自殺してしまう。
さらに魅音も、発狂する吉村によって襲われ、吉村の異能力によって腹にウジが湧いて苦しむが、すんでの所で警察に救われて吉村は連行される。実は彼らは警察などではなく、厚生省保健医療局感染症対策課の人間であった。吉村は通り魔などではなく、ただのフリーライターに過ぎなかった。
雛見沢には「ヒナミザワアリ」という土着の虫がいて、住民たちの脳に寄生しており、雛見沢から離れると「脳内物質をデタラメに分泌して宿主の人間の情緒を不安定にする」のだという。女王蟻は梨花に寄生しており、梨花の近くにいる限り住民たちは発症することはないが、まんがいち梨花が亡くなった場合には、住民たち全員が発症して殺し合いを行う大惨事になるのだという。
身体の弱い梨花は、このままだと数年の余命しかなく、女王アリの移植適合者である魅音には末期症状が出ていた。移植するしか2人が助かる道はないが、梨花は「研究のモルモット」にするだけだと、国立予防衛生研究所寄生虫部の星野たちを糾弾する。「彼らによって梨花が射殺された」と思い込んだ魅音は、彼ら全員を惨殺する。
魅音が目覚めると、そこには梨花がいて、これまでの事は夢であったかのようだった。2人は雨に濡れながら、雛見沢へと歩いて帰っていく。
ひぐらしアウトブレイク
雛見沢から未知のウイルスが検出され、雛見沢は防疫隔離される。平穏な日常を失った雛見沢は疑心暗鬼の渦に包まれる。
神姦し編
「ひぐらしアウトブレイク」の続編。雛見沢を脱出し興宮に逃げ込んだ圭一らは、暴徒たちの攻撃をかわす中で、采（うね）という少女に出会う。

### アニメ『ひぐらしのなく頃に業』
2020年10月1日より放送を開始した『ひぐらしのなく頃に』のアニメシリーズ第6作目。テレビアニメシリーズとしては第3作目。
当初は第1作と同じ『ひぐらしのなく頃に』の題名で放送・告知され、リメイク作かと思われたが、第2話より題名が『ひぐらしのなく頃に業』（業の読みは”ごう”）であることが発表され、新作であることが明かされた。
「リメイクだと思ったら新作になっていく」というアイデアから竜騎士07がプロットを起こしている。
鬼騙し編
鬼隠し編に似た内容であるが展開は異なる。
綿騙し編
綿流し編に似た内容であるが展開は異なる。
祟騙し編
祟殺し編と皆殺し編（解答編）に似た内容であるが展開は異なる。
猫騙し編
祟騙し編の直接の続編となり、祟騙し編終盤の綿流しのお祭りのシーンから始まる。
郷壊し編
猫騙し編の結末に至る経緯が語られる。

### アニメ『ひぐらしのなく頃に卒』
2021年7月1日より放送を開始した『ひぐらしのなく頃に』のアニメシリーズ第7作目。テレビアニメシリーズとしては第4作目。
鬼明し編
鬼騙し編の解答編。
綿明し編
綿騙し編の解答編。
祟明し編
祟騙し編の解答編。
神楽し編
猫騙し編の解答とその続きを描いている。

## 作品の受容
同人作品として10万枚を売り上げ、雑誌などにも取り上げられるところとなり、知名度は一気に上昇していった。その後、商業作品としてドラマCD化、漫画化、アニメ化、家庭用ゲーム機への移植、小説化、実写映画化、パチンコ、パチスロ化などがなされ、原作シリーズ累計売り上げも60万枚を突破した。

### 他のメディアでの紹介
- ドラマCDは「祭囃し編」までWAYUTAより発売された。一章ごとの収録時間は200-300分超、収録枚数は3-6枚組と大部である。声優は竜騎士07が選んでおり、その後製作されたアニメ・PS2版では、スケジュールなどの都合によりキャストの一部が変更された[16]。
- 2006年から2011年まで、スクウェア・エニックスの複数の月刊漫画雑誌に本編のコミカライズが連載された。全てを含めたコミックスの販売部数は累計800万部を超える[17]。2008年までに、香港・台湾・韓国[注 4]、北米で翻訳版が刊行された。
- テレビアニメは、第1期「ひぐらしのなく頃に」が2006年4月から同年9月まで放送され、第2期「ひぐらしのなく頃に解」が2007年7月から同年12月まで放送。2007年6月より米国[18]およびフランス[19]でDVD発売・ネット配信開始。そして第3期「ひぐらしのなく頃に礼」がOVAとして2009年2月から同年9月にかけて順次発売された。2011年7月からは、ひぐらし十周年記念作品として第4期「ひぐらしのなく頃に煌」がOVAとして発売され、原作の出題編・解答編・ファンディスクの内容全てのアニメ化が実現した。2013年には、小説「ひぐらしアウトブレイク」を原作として「ひぐらしのなく頃に拡 〜アウトブレイク〜」がOVAとして発売された。2020年10月からは新シリーズである「ひぐらしのなく頃に業」が放送された。そして2021年7月からは「ひぐらしのなく頃に業」続編の「ひぐらしのなく頃に卒」が放送される。
- 講談社BOXレーベルで原作者による小説版が2007年から2009年まで刊行され、累計で約80万部売れた[要出典]。
- 実写映画『ひぐらしのなく頃に』（監督 及川中、主演 前田公輝、2008年5月）は60館で公開された。第1話『鬼隠し編』を原作としている。単館系作品としては異例の興行収入2億円を突破した。2009年4月に第6話『罪滅し編』を原作とする続編『ひぐらしのなく頃に 誓』が公開された。
- テレビドラマ『ひぐらしのなく頃に』（主演 稲葉友）は2016年5月から6月にかけて放送された。第1話『鬼隠し編』第2話『綿流し編』第3話『祟殺し編』を原作としている。2016年11月からは第5話『目明し編』第6話『罪滅し編』を原作とする続編『ひぐらしのなく頃に 解』が放送された。

### 二次創作
同人活動は活発に行われ、商業流通においてもアンソロジー集（漫画、小説など）が多数刊行された。2006年にスクウェア・エニックスは「ひぐらしのなく頃に大賞」を創設し、二次創作小説を募集した。受賞作品は『ひぐらしのなく頃に 語咄し編』としてシリーズ化され、本編同様メディアミックス展開された。
同人サークル黄昏フロンティアは、本編のキャラクターが戦う2on2アクションゲームの『ひぐらしデイブレイク』を公表した。後にPSPに移植された。

## メディアミックス一覧

### ゲーム作品

#### 移植作品
『ひぐらしのなく頃に祭』（PlayStation 2）
2007年2月22日発売（開発：アルケミスト、発売：デジタル・ゲイン）
出題編4編と解答編のうち祭囃し編を除く3編をアレンジしたものに加え、新エピソードの「盥回し（たらいまわし）編」・「憑落し（つきおとし）編」・「澪尽し（みおつくし）編」が追加される。
後の、2007年12月20日に完全版の位置づけである「ひぐらしのなく頃に祭 カケラ遊び」が発売されている。通常版の売り上げは約14万本であり、カケラ遊びも含めたPS2版全体の売り上げは約20万本となっている。また、攻略ガイドブックにおいては「言祝し（ことほぐし）編」が掲載されている。
作品の性質上、故意に残虐性を強調した殺傷表現など暴力的・猟奇的な描写が多いため、最終的にD（17才以上対象）区分とされた（コンテンツアイコンは「暴力」のみ）。
『ひぐらしのなく頃に絆』（ニンテンドーDS）
「祭」をベースに、新たなシステムやシナリオを導入した作品。全4部作構成。
従来の選択肢に加え、タッチ画面を利用した“感情選択システム”が導入された。
4巻には祭囃し編、澪尽し編・賽殺し編が収録されており、新エピソードは「染伝し（そめうつし）編」・「影紡し（かげぼうし）編」・「異本・昼壊し（いほん・ひるこわし）編」・「宵越し（よいごし）編」・「解々し（ときほぐし）編」・「言祝し（ことほぐし）編」（『祭』の攻略ガイドブックのものに大幅な加筆や設定の修正を加えたもの）が追加される。
2巻までの時点で売り上げの累計は約15万本。
第一巻「祟（たたり）」
2008年6月26日発売。
第二巻「想（そう）」
2008年11月27日発売。
第三巻「螺（らせん）」
2009年5月28日発売。
第四巻「絆（きずな）」
2010年2月25日発売。
『ひぐらしのなく頃に粋』（PlayStation 3、PlayStation Vita）
2015年3月12日発売（メーカー：加賀クリエイト→エンターグラム）
PS2版・DS版のシナリオを全て収録し、全編フルボイス対応となる。これまでの18シナリオに加え、『祭』の初回限定版に同梱された短編小説「羞晒し（はじさらし）編」を収録した全19シナリオがプレイできる。また、某クイズ番組に似た流れで60秒間でひぐらしシリーズにまつわるクイズを10問回答する「クイズ・オヤシロショック」が収録されている。タイトルの「粋」の文字は本編シナリオが19編（十、九）であることになぞらえている。
オープニングテーマ「Side Effect」
作詞・作曲 - 志倉千代丸 / 歌 - いとうかなこ
澪尽し編・裏 オープニングテーマ「アセンション」
作詞・作曲 - 志倉千代丸 / 歌 - 彩音&いとうかなこ
グランドエンディング「ひとつのいのち」
作詞 - ラック眼力 / 作曲 - dai、ラック眼力 / 歌 - 上間江望
『ひぐらしのなく頃に奉』（Nintendo Switch、PlayStation 4）
Switch版：2018年7月26日発売、PS4版:2019年1月24日発売（メーカー：エンターグラム）
約12万ワードのボイス、テキスト量10M以上、BGM120曲以上と過去最大のボリュームとなる。完全新規OP&ムービーも制作収録され、『粋』の19シナリオに加え、小説版の「ひぐらしアウトブレイク」、その続編となる「ひぐらしアウトブレイク〜神姦し（かみかしまし）編〜」、ひぐらしシリーズの原点となった「雛見沢停留所」、目明し編のお疲れ様会「罰恋し（ばつこいし）編」の4つの新シナリオが追加され、全23シナリオが収録される。また前作にも登場したクイズが「クイズ 真・オヤシロショック」としておまけモードに収録される。発売当時は「富竹ジロウ」役の大川透が病気療養中だったため、「ひぐらしアウトブレイク〜神姦し編〜」と「罰恋し編」の新規音声が未収録のまま発売されたが、後のアップデートで該当部分の新規音声が収録された。
2018年9月27日には、PS4版の発売も決定した。タッチ操作の有無を除けばSwitch版と同一の内容となっている。
2023年6月22日には、本作「奉」の有償追加コンテンツとして「ひぐらしのなく頃にOrigin」が配信された。オリジンモードや、立ち絵画像の切り替え要素、更にはオリジナルストーリー「ひぐらしのなく頃に女剥し編」がフルボイスで収録されるなどの機能が追加された。。
オープニングテーマ「僕達はもう知ってる」
作詞・作曲 - 志倉千代丸 / 歌 - 松澤由美
同人版『奉』オープニングテーマ「あの日へ」
作詞・作曲 - dai / 歌 - 癒月
携帯アプリ版
auによる『EZアプリ』、ソフトバンクモバイルによる『S!アプリ』（3G対応機種のみ）、NTTドコモによる『iアプリ』（FOMA90xシリーズ）でそれぞれ携帯アプリ版が配信されている。また、Appleによる『App Store』でiPhone/iPod touch用も配信されている。

#### その他の作品
贄捜し編（にえさがしへん）・心崩し編（こころくずしへん）
ドワンゴ・携帯ゲーム百選で配信されている新規書き下ろしシナリオの2部構成（出題編・解答編）アドベンチャーゲームで、アニメ版をベースにしている。シナリオ担当は西山氏・八木氏(ワークジャム)。2007年1月のNTTドコモ・FOMA 90xシリーズ版配信を皮切りに、8月までに3キャリア対応。
ひぐらしデイブレイク
黄昏フロンティア・07th Expantion共同開発の2on2アクションゲーム（ネット対戦対応）。2008年11月27日に『ひぐらしデイブレイクPortable』がPSPで発売。2009年11月26日に追加キャラクターなどを加えた続編の『ひぐらしデイブレイクPortable MEGA EDITION』がPSPで発売された。
ひぐらしのなく頃に Tactics
そらゆめ開発のタクティカルRPG。SoftBank 3G端末、WILLCOM W-ZERO3端末向けアプリ。
携帯ゲーム百選
ドワンゴ・携帯ゲーム百選では前述の「贄捜し編」以外に、アニメ版をベースにしたパズルゲームや各種の携帯アプリが配信されている。対応機種はNTTドコモ・FOMA 90xシリーズ（一部のコンテンツは70xシリーズにも対応）とソフトバンク・3G対応機種。
電撃G's Festival! Vol.7
メディアワークス『電撃G's magazine』増刊のPS2版「祭」特集号。2007年2月16日発売。新規書き下ろしの外伝「橋渡し編」（はしわたしへん）掲載の他、液晶シューティングゲーム「撃殺し編」（うちころしへん）・カードゲーム「死孵し編」（しかえしへん）・エンジェルモート特製コースターセットが付録。
ひぐらしの哭く頃に 雀
AQインタラクティブ開発の麻雀ゲーム。ひぐらしのアーケードゲーム化は今作が初となる。2009年初夏稼働。また、2009年11月12日にPSP用ソフトとして移植作が発売。オリジナルモードなども追加。
パチスロひぐらしのなく頃に祭
2010年発売のパチスロ機（後述）をシミュレートしたPS2用パチスロゲームで、アルケミストから2010年4月22日発売。
アドベンチャーゲームひぐらし×うみねこ
ホビボックスのソーシャルゲーム。2011年3月31日にMobageより配信。2つのゲームの世界を登場人物たちと関わりながら、レベルアップ、親密度アップを目指し、一定レベルを超えたら、新たに親密度の上がったキャラクターたちとチームを組んでバトルモードに挑戦したり、他のユーザーとの対戦もできる。
ひぐらしうみねこカードバトル
そらゆめのソーシャルゲーム。2010年12月28日よりGREEとジュゲム!、2011年11月8日よりスマートフォン版mixiより配信。ショートストーリーのクエストをこなしながらカードを集め、デュエルと呼ばれる3×3のエリアを取りあうカードバトルを目的とする。キャラクターカードは、アバター的要素も持っており、アイテムカードと合成すると、単純なカードの強化に留まらず、衣装や持ち物が変化したりなど原作のワンシーンも楽しめるほか、他のユーザーとデュエルの対戦を行ったり、カードのトレード機能も実装。
ひぐらしうみねこカードバトル 陣
そらゆめの陣取りカードバトル。2013年10月22日にiOS端末・Android端末用に配信。『ひぐらしうみねこカードバトル』の姉妹作品。
- なお、上記の2作品は、2017年6月上旬のそらゆめの破産により、ゲーム上での事前告知がされないまま唐突的にサービス終了となった。

超ヒロイン戦記
バンダイナムコゲームスのゲームソフト。女性キャラクターを主体としたコンテンツ10作品をクロスオーバーさせたシミュレーションRPG。
ひぐらしのなく頃に宙
NEOCOSMICのノベルゲームアプリ。2016年時点でAndroid端末専用で2015年8月25日に楽天アプリ市場で、2016年1月19日にGREEで配信開始。ストーリーとイラストは完全新作書き下ろし。
ひぐらしのなく頃に 雛見沢脱出計画（ヒナミザワ・エスケープスキーム）
よだかのレコードの公演型の体感型ゲームイベント。よだかのドラマチックルームを会場に、2018年4月22日〜7月8日（金・土・日および祝日）の期間に公演。2019年6月4日〜8月29日（火・水・木）の期間に再演していたが、好評につき同年9月3日〜9月26日（火・水・木）まで期間延長された。プレイヤーは、山歩き中に怪我をして雛見沢でしばらく暮らすことにしたという設定で、レナたち村の少女たちとも仲良くなって過ごしていたが、綿流しのお祭り以降おかしな感じがするようになったため、村にあるらしい恐ろしい秘密を調べて雛見沢から脱出するのが目的。
ひぐらしのなく頃に 命
2020年9月3日リリースのスマートフォン用ゲームアプリ。ジャンルはRPG。企画D-techno、開発スマイルアクス、脚本叶希一。
新規の主人公・公由一穂が、平成5年の雛見沢村に訪れたところから物語が始まる。田村援命によって「ツクヤミ」と呼ばれる化物と戦う力を手に入れた一穂は、なぜか昭和58年の雛見沢村へと迷い込んでしまう。
ひぐらしのなく頃に in なぞともカフェ 謎解きゲーム
バンダイナムコアミューズメントの回遊型の体感型ゲームイベント。なぞともカフェ新宿店・なんばパークス店にて2020年9月30日から11月30日まで開催されたナゾラリー。魅音が用意した罰ゲーム用の「はずれのおはぎ」を選ばないために、部活メンバー5名を探し情報を得て勝とうとするのが目的。
おおかみのなく頃に
フロンティアワークスのアナログゲーム。人狼ゲームをベースとしている。2021年4月28日発売。
ひぐらしのなく頃に 〜恨返し編〜
OZONのマーダーミステリー（本作の制作には2作目のひぐらしのなく頃に輪から加わるNAGAKUTSUは表記されていない）。全国各提携店舗にて2021年6月20日から公演された。
ひぐらしのなく頃に輪
OZONとNAGAKUTSUのマーダーミステリー。全国各提携店舗にて2022年6月19日から公演された。
タイアップ作品
オンラインゲームやモバイルサービスへのタイアップが行われており、各ゲーム内にはひぐらしのなく頃にシリーズのコラボされた着せ替えアバターやイベント、カードが存在する。多くは期間限定のものとして登場した。
| - とぅいんくる - エミル・クロニクル・オンライン - 萌えCanちぇんじ! - トリックスター - セイクリッド シュヴァリエ - 戦国ポケッツ〜超美麗萌えカードバトル〜 - 幻想美女パラダイス、１２・４ - ポケ☆コレ〜擬人化美麗カードバトル〜 | - ポケッツ☆ポケッツ - 三国志ポケッツ - ビーナスアカデミー - 征戦!エクスカリバー - 超嫁大戦パズルコネクト - ラストピリオド -終わりなき螺旋の物語- - エレメンタルストーリー - SINoALICE -シノアリス- |

PSP用ソフト『MAPLUS ポータブルナビ3』でもきせかえパックが配信されているが、これはゲームソフトではなく実用ソフトとのキャンペーン企画によるもの。

### 漫画
スクウェア・エニックス刊の『ガンガンパワード』『月刊ガンガンWING』『月刊Gファンタジー』『月刊少年ガンガン』『ガンガンONLINE』『月刊ガンガンJOKER』で2006年3月から順次、出題編・解答編の漫画化作品が連載されている。また、『Gファンタジー』では竜騎士07原案書き下ろしの外伝「宵越し編」が2006年8月号から2007年8月号まで連載された。
これとは別に角川書店刊『コンプエース』では竜騎士07原案書き下ろしの外伝「鬼曝し編」「現壊し編」「心癒し編」が連載された。
全てを含めたシリーズ累計発行部数は600万部を超えるとされる。
日本国外では香港・台湾・韓国でも刊行されており、2008年にはエン・プレスより英語版が北米で刊行される。
また、テレビアニメの新作や20周年をきっかけとして、新展開が行われた。

#### 本編の漫画化作品
- 出題編
  - ひぐらしのなく頃に 鬼隠し編（作画：鈴羅木かりん ガンガンパワード連載）全2巻
  - ひぐらしのなく頃に 綿流し編（作画：方條ゆとり 月刊ガンガンWING連載）全2巻
  - ひぐらしのなく頃に 祟殺し編（作画：鈴木次郎 月刊Gファンタジー連載）全2巻
  - ひぐらしのなく頃に 暇潰し編（作画：外海良基 月刊少年ガンガン連載）全2巻
- 解答編
  - ひぐらしのなく頃に解 目明し編（作画：方條ゆとり 月刊ガンガンWING連載）全4巻
  - ひぐらしのなく頃に解 罪滅し編（作画：鈴羅木かりん ガンガンパワード連載）全4巻
  - ひぐらしのなく頃に解 皆殺し編（作画：桃山ひなせ 月刊Gファンタジー連載）全6巻
  - ひぐらしのなく頃に解 祭囃し編（作画：鈴羅木かりん ガンガンパワード→月刊ガンガンJOKER連載）全8巻
- 番外編
  - ひぐらしのなく頃に 昼壊し編（作画：佳月玲茅 ガンガンONLINE連載）全1巻
  - ひぐらしのなく頃に礼 賽殺し編（作画：鈴羅木かりん 月刊ガンガンJOKER連載）全1巻

#### 外伝
- いずれも竜騎士07が原作表記のオリジナルの外伝作品。
  - ひぐらしのなく頃に 鬼曝し編（作画：鬼頭えん コンプエース連載）
    - コンプエースVol.1（2005年3月26日発売） - Vol.8（2006年7月25日発売）連載。時代設定は本編に準じる昭和58年本編の事件直後。事件の影響を受けたある家庭を舞台とする。全2巻。

  - ひぐらしのなく頃に 宵越し編（作画：みもり 月刊Gファンタジー連載）
    - 月刊Gファンタジー2006年7月号 - 2007年8月号連載。平成18年（2006年）の雛見沢村が舞台。また、本編に倣って携帯サイト「ガンガンMOBILE」でTIPSが配信されていた。全2巻。

  - ひぐらしのなく頃に怪 現壊し編（作画・ストーリー構成：鬼頭えん コンプエース連載）
    - コンプエースVol.10（2006年12月26日発売） - 2007年8月号連載（単行本描き下ろしで完結）。目明し編の前日譚に当たり、学園から脱走する前の園崎詩音が学園内で発生した教師怪死事件の真相に迫るストーリー。全1巻。

  - ひぐらしのなく頃に 心癒し編（作画：影崎由那 コンプエース連載）
    - コンプエース2008年10月号（2008年8月26日発売） - 2009年4月号連載。昭和58年6月が終わり、昭和58年7月を迎えた梨花。賽殺し編とはまた別の物語。全1巻。

  - ひぐらしデイブレイク Portable（作画：綾見ちは・云熊まく 月刊コンプティーク連載）
    - 月刊コンプティーク2009年4月号 - 9月号連載。上記のゲーム版のコミカライズ作品。全1巻。

  - ひぐらしの哭く頃に 雀（作画：綾見ちは・云熊まく 月刊コンプエース連載）
    - 月刊コンプエース2009年10月号 - 2010年5月号連載。上記のゲーム版のコミカライズ作品。全1巻。

  - ひぐらしの哭く頃に 雀 -燕返し編-（作画：山田J太 近代麻雀連載）
    - 近代麻雀2010年1月号 - 2011年2月号連載。上記のゲーム版のもう一つのコミカライズ作品。全上下2巻。

  - ひぐらしデイブレイク Portable MEGA EDITION（作画:ひらふみ 月刊コンプエース連載）
    - 月刊コンプエース2010年8月号 - 2011年2月号連載。上記のゲーム版のコミカライズ作品。全1巻。

  - ひぐらしのなく頃に 絆（作画：日向ののか 月刊コンプエース連載）
    - 月刊コンプエース2010年11月号 - 2011年11月号連載。上記のゲーム版のコミカライズ作品。全2巻。

  - ひぐらしのなく恋に All you need is love（作画：あきばるいき まんがぱれっとLite→まんが4コマぱれっと）
    - 「まんがぱれっとLite」で2010年8月2日VOL.30 - 2011年4月2日VOL.38まで連載し、「まんがぱれっとLite」が「まんが4コマぱれっと」と合併したため、「まんが4コマぱれっと」にて、2011年6月号より2013年3月号まで連載。羽入と圭一が中心となり引き起こすラブコメディ。全3巻。

    1. 2011年5月21日初版、ISBN 978-4-7580-8124-5（一迅社〈旧・スタジオDNA〉）
    2. 2012年3月22日初版、ISBN 978-4-7580-8143-6（一迅社〈旧・スタジオDNA〉）
    3. 2013年2月22日初版、ISBN 978-4-7580-8168-9（一迅社〈旧・スタジオDNA〉）

  - 雛見沢停留所 〜ひぐらしのなく頃に原典〜（作画：ともぞ ビッグガンガン連載）
    - 月刊ビッグガンガン2011年Vol.01（創刊号、2011年10月25日発売） - 2012年Vol.08（2012年7月25日）連載。全1巻。
    - 2012年12月22日初版、ISBN 978-4-7575-3831-3（スクウェア・エニックス）

  - ひぐらしのなく頃に 業（作画：赤瀬とまと ヤングエースUP連載）
    - ヤングエースUP 2020年10月2日 - 2021年9月24日連載。テレビアニメの同名新作に合わせたコミカライズだが、途中からアニメ「業」と異なる展開が目立つようになり、2021年9月24日更新話にてアニメ「業」と決定的に異なる展開を見せたうえで、「テレビアニメとは異なる解答編」として「 巡」へと引き継がれた。全4巻。

  - ひぐらしのなく頃に 巡（作画：赤瀬とまと ヤングエースUP連載）
    - ヤングエースUP2021年10月15日 - 2024年1月26日。上述のように漫画版「業」の解答編。全5巻。

  - ひぐらしのなく頃に令 鬼熾し編（作画：夏海ケイ ガンガンONLINEアプリ版 連載[32]）
    - ガンガンONLINEアプリ版 2021年11月25日 - 2022年8月25日連載。「令 星渡し編」と同じく、令和を舞台にした完全新作[32]。全2巻。

  - ひぐらしのなく頃に令 星渡し編（作画：刻夜セイゴ 月刊ビッグガンガン連載[32]）
    - 月刊ビッグガンガン2021年vol.12より2022年Vol.10連載[32][33]。「令 鬼熾し編」と同じく、令和を舞台にした完全新作。全2巻。

  - ひぐらしのなく頃に鬼（原案・作画：旭 月刊アクション連載[34][35]）
    - 月刊アクション2022年4月号[35] - 2024年4月号（休刊号）→webアクション[36]2024年4月23日[37] - 連載中。園崎家頭首・お魎の激動の半生が描かれる[35]。既刊3巻。

    1. 2022年12月12日初版、ISBN 978-4-575-85785-6（双葉社）
    2. 2023年8月初版、ISBN 978-4-575-85867-9

  - ひぐらしのなく頃に令 色尊し編（作画：夏海ケイ ガンガンONLINEアプリ版 連載[38]）
    - ガンガンONLINEアプリ版 2023年6月20日 - 2024年12月10日[38]。漫画「令」の「鬼熾し編」と、「星渡し編」の物語をベースに、真相に迫る解答編。既刊3巻。

#### その他
- ひぐらしのなく頃に 語咄し編（1-7巻）

#### 4コマ・アンソロジー
アンソロジー ひぐらしのなく頃に（宙出版）
1. 2004年12月21日初版、ISBN 4-7767-1512-0
2. the second case 2005年2月17日初版、ISBN 4-7767-1545-7
3. the third case 2005年4月23日初版、ISBN 4-7767-1601-1
4. the fourth case 2005年6月25日初版、ISBN 4-7767-1651-8
5. the fifth case 2006年11月24日初版、ISBN 4-7767-2089-2
6. the sixth case 2006年12月27日初版、ISBN 4-7767-2111-2
7. the seventh case 2007年1月24日初版、ISBN 978-4-7767-2138-3
8. the eighth case 2007年4月24日初版、ISBN 978-4-7767-2194-9
9. the ninth case 2007年6月23日初版、ISBN 978-4-7767-2230-4
10. the tenth case 2007年8月25日初版、ISBN 978-4-7767-2277-9
11. the eleventh case 2007年11月24日初版、ISBN 978-4-7767-2341-7
12. the twelfth case 2008年1月24日初版、ISBN 978-4-7767-2413-1
13. the thirteenth case 2008年3月24日初版、ISBN 978-4-7767-2463-6
14. the fourteenth case 2008年4月24日初版、ISBN 978-4-7767-2473-5
15. the fifteenth case 2008年5月24日初版、ISBN 978-4-7767-2500-8
16. the sixteenth case 2008年6月24日初版、ISBN 978-4-7767-2518-3
17. the seventeenth case 2008年7月24日初版、ISBN 978-4-7767-2540-4
18. the eighteenth case 2008年8月25日初版、ISBN 978-4-7767-2560-2
19. the nineteenth case 2008年9月24日初版、ISBN 978-4-7767-2590-9

ひぐらしのなく頃に アンソロジーコミック（エンターブレイン）
1. 2004年12月25日初版、ISBN 4-7577-2145-5
2. 2005年2月25日初版、ISBN 4-7577-2178-1
3. 2006年12月25日初版、ISBN 4-7577-3120-5
4. 2007年2月26日初版、ISBN 978-4-7577-3355-8

ひぐらしのなく頃に コミックアンソロジー（一迅社〈旧・スタジオDNA〉）
1. 2004年12月25日初版、ISBN 4-7580-0224-X
2. 謎乱し編 2005年2月25日初版、ISBN 4-7580-0234-7
3. 迷放し編 2006年6月24日初版、ISBN 4-7580-0325-4
4. 遊倒し編 2006年7月25日初版、ISBN 4-7580-0331-9
5. 解顕し編 2006年10月25日初版、ISBN 4-7580-0349-1
6. 咎赦し編 2006年12月25日初版、ISBN 4-7580-0360-2
7. 夢転し編 2007年2月24日初版、ISBN 978-4-7580-0370-4
8. 楽痒し編 2007年3月24日初版、ISBN 978-4-7580-0377-3
9. 祀帰し編 2007年5月25日初版、ISBN 978-4-7580-0384-1
10. 恋賑し編 2007年7月25日初版、ISBN 978-4-7580-0398-8
11. 笑通し編 2007年9月25日初版、ISBN 978-4-7580-0407-7
12. 暮愛し編 2007年11月24日初版、ISBN 978-4-7580-0415-2
13. 希多し編 2008年1月25日初版、ISBN 978-4-7580-0421-3
14. 傷癒し編 2008年3月25日初版、ISBN 978-4-7580-0431-2
15. 夢灯し編 2008年5月24日初版、ISBN 978-4-7580-0440-4
16. 霊遷し編 2008年7月25日初版、ISBN 978-4-7580-0451-0
17. 心麗し編 2008年11月25日初版、ISBN 978-4-7580-0469-5

ひぐらしのなく頃に 4コマKINGDOM（双葉社）
1. 2006年8月11日初版、ISBN 4-575-94028-3

4コマ ひぐらしのなく頃に（マジキュー）
1. 2006年8月31日初版、ISBN 4-7577-2959-6
2. 2006年12月6日初版、ISBN 4-7577-3052-7
3. 2007年1月25日初版、ISBN 978-4-7577-3337-4
4. 2007年4月25日初版、ISBN 978-4-7577-3544-6
5. 2007年7月15日初版、ISBN 978-4-7577-3653-5
6. 2007年9月25日初版、ISBN 978-4-7577-3730-3
7. 2007年11月26日初版、ISBN 978-4-7577-3836-2
8. 2008年1月30日初版、ISBN 978-4-7577-3994-9
9. 2008年3月24日初版、ISBN 978-4-7577-4091-4
10. 2008年5月26日初版、ISBN 978-4-7577-4244-4
11. 2008年7月25日初版、ISBN 978-4-7577-4338-0
12. 2008年9月26日初版、ISBN 978-4-7577-4427-1
13. 2008年11月25日初版、ISBN 978-4-7577-4532-2
14. 2009年1月29日初版、ISBN 978-4-7577-4675-6
15. 2009年3月25日初版、ISBN 978-4-7577-4773-9

ひぐらしのなく頃に コミックアラカルト コンプエース編（角川書店）
1. 2007年12月26日初版、ISBN 978-4-04-713976-3

ひぐらしのなく頃に アンソロジーMAXIMUM（マキシマムコミックス）
1. 2009年2月26日初版、ISBN 978-4-904293-14-0

ひぐらしのなく頃に 新奇譚集（一迅社〈旧・スタジオDNA〉）
1. 2009年5月25日初版、ISBN 978-4-7580-0494-7
2. 2009年7月25日初版、ISBN 978-4-7580-0503-6
3. 2009年9月25日初版、ISBN 978-4-7580-0515-9
4. 2009年11月25日初版、ISBN 978-4-7580-0526-5
5. 2010年1月25日初版、ISBN 978-4-7580-0538-8
6. 2010年3月25日初版、ISBN 978-4-7580-0543-2
7. 2010年5月25日初版、ISBN 978-4-7580-0551-7
8. 2010年7月24日初版、ISBN 978-4-7580-0572-2
9. 2010年9月25日初版、ISBN 978-4-7580-0591-3
10. 2010年11月25日初版、ISBN 978-4-7580-0602-6

ひぐらしのなく頃に 奇譚撰集（一迅社〈旧・スタジオDNA〉）
1. 2009年7月25日初版、ISBN 978-4-7580-0508-1
2. 2010年3月25日初版、ISBN 978-4-7580-0544-9
3. 2010年6月25日初版、ISBN 978-4-7580-0566-1
4. 2011年1月25日初版、ISBN 978-4-7580-0611-8

いたちごっこ ひぐらしのなく頃に作品集（作：にくばなれ 出版：文苑堂）
1. 2010年5月31日初版、ISBN 978-4-904788-07-3

ひぐらしのなく頃に 雛見沢鬼譚（一迅社〈旧・スタジオDNA〉）
1. 2011年1月25日初版、ISBN 978-4-7580-0606-4
2. 2011年2月25日初版、ISBN 978-4-7580-0614-9
3. 2011年4月25日初版、ISBN 978-4-7580-0622-4
4. 2011年6月25日初版、ISBN 978-4-7580-0631-6
5. 2012年1月25日初版、ISBN 978-4-7580-0674-3

ひぐらしのなく頃に わんだふる（アース・スター コミックス）
1. 2011年7月26日初版、ISBN 978-4-8030-0263-8

ひぐらしのなく頃に煌 妖戦し編-努-（作：綾見ちは 出版：アース・スター コミックス）
1. 2011年9月27日初版、ISBN 978-4-8030-0277-5

アンソロジー作家撰集シリーズ（一迅社〈旧・スタジオDNA〉）
一迅社の今までの本作のアンソロジー作品の中からいくつかを作家別にまとめ、それに描き下ろし新作を加えたもの。
- ひぐらしのなく頃に 板垣ハコ撰集 鳥墜し編
  - 2011年6月25日初版、ISBN 978-4-7580-0632-3
- ひぐらしのなく頃に 栗山廉士撰集 函満し編
  - 2011年6月25日初版、ISBN 978-4-7580-0636-1
- ひぐらしのなく頃に オンディ撰集 罪宿し編
  - 2011年7月25日初版、ISBN 978-4-7580-0646-0
- ひぐらしのなく頃に 望月菓子撰集 春青し編
  - 2011年7月25日初版、ISBN 978-4-7580-0645-3
- ひぐらしのなく頃に 判奏撰集 鬼愛し編
  - 2012年01月25日初版、ISBN 978-4-7580-0676-7
- ひぐらしのなく頃に 板垣ハコ撰集 怨絶し編
  - 2012年1月25日初版、ISBN 978-4-7580-0675-0
- ひぐらしのなく頃に オンディ撰集 鬼晴し編
  - 2012年6月25日初版、ISBN 978-4-7580-0701-6
- ひぐらしのなく頃に 栗山廉士撰集 愛試し編
  - 2012年6月25日初版、ISBN 978-4-7580-0700-9

#### 『うみねこのなく頃に』との関連作品
- うみねこのなく頃に EpisodeX ROKKENJIMA of Higurashi crying（作画：緋色雪 電撃G's Festival! COMIC連載）
  - 本作品と『うみねこのなく頃に』の世界が入り混じったクロスオーバー作品。両作のキャラクターが共演する話。
  - 電撃G's Festival! COMIC Vol.5 - 16連載。全2巻。

1. 2010年2月26日初版、ISBN 978-4-04-868447-7
2. 2011年4月27日初版、ISBN 978-4-04-870497-7

アンソロジー作品集
各作家の『ひぐらしのなく頃に』のアンソロジー作品と『うみねこのなく頃に』のアンソロジー作品をまとめたもの。
- キセキのカケラ〜ひぐらしのなく頃に&うみねこのなく頃に 作品集（作：凪妖女 出版：宙出版）
  - 2008年10月24日初版、ISBN 978-4-7767-2617-3
- 転生!?人生ゲーム 〜ひぐらしのなく頃に&うみねこのなく頃に 作品集（作：内村かなめ 出版：宙出版）
  - 2008年11月25日初版、ISBN 978-4-7767-2656-2
- ココロのスキマ〜ひぐらしのなく頃に&うみねこのなく頃に 作品集（作：由河朝巳 出版：宙出版）
  - 2008年12月24日初版、ISBN 978-4-7767-2689-0

#### 漫画の関連書籍
- ひぐらしのなく頃に 恋映し編 〜WHEN THEY CRY... Art Record〜（出版：スクウェア・エニックス）
  - 本編と外伝の漫画の作家たちのひぐらしの画集である。
  - 2010年8月21日初版、ISBN 978-4-7575-2953-3

### 小説
ひぐらしのなく頃に
講談社BOX刊。本編のシナリオを基に全面改稿し、小説化した作品。原作者・竜騎士07本人の執筆で、出題編が2007年8月より毎月1冊ペースで刊行され（全7巻）、解答編が2008年5月より毎月1冊ペースで刊行された（全9巻）。その後、2009年3月に単巻で『ひぐらしのなく頃に礼』が発売された。イラストはともひ。祭囃し編（下）までの時点で、売り上げは累計で約80万部である。
- ひぐらしのなく頃に（全7巻）
  1. 第一話 鬼隠し編（上） 2007年8月初版、ISBN 978-4-06-283637-1
  2. 第一話 鬼隠し編（下） 2007年9月初版、ISBN 978-4-06-283641-8
  3. 第二話 綿流し編（上） 2007年10月初版、ISBN 978-4-06-283646-3
  4. 第二話 綿流し編（下） 2007年11月初版、ISBN 978-4-06-283649-4
  5. 第三話 祟殺し編（上） 2007年12月初版、ISBN 978-4-06-283653-1
  6. 第三話 祟殺し編（下） 2008年1月初版、ISBN 978-4-06-283655-5
  7. 第四話 暇潰し編 2008年2月初版、ISBN 978-4-06-283657-9（一巻完結）

- ひぐらしのなく頃に解（全9巻）
  1. 第一話 目明し編（上） 2008年5月初版、ISBN 978-4-06-283664-7
  2. 第一話 目明し編（下） 2008年6月初版、ISBN 978-4-06-283665-4
  3. 第二話 罪滅し編（上） 2008年7月初版、ISBN 978-4-06-283669-2
  4. 第二話 罪滅し編（下） 2008年8月初版、ISBN 978-4-06-283670-8
  5. 第三話 皆殺し編（上） 2008年9月初版、ISBN 978-4-06-283677-7
  6. 第三話 皆殺し編（下） 2008年10月初版、ISBN 978-4-06-283680-7
  7. 第四話 祭囃し編（上） 2008年11月初版、ISBN 978-4-06-283688-3
  8. 第四話 祭囃し編（中） 2008年12月初版、ISBN 978-4-06-283689-0
  9. 第四話 祭囃し編（下） 2009年1月初版、ISBN 978-4-06-283697-5

- ひぐらしのなく頃に礼（全1巻）
  1. 賽殺し編 2009年3月初版、ISBN 978-4-06-283704-0（一巻完結）

ひぐらしのなく頃に 文庫版
2010年9月に、文庫化されることが太田克史のTwitterで明かされた。発売は、講談社の子会社・星海社から11月に創刊予定の星海社文庫から。
- ひぐらしのなく頃に（全7巻）
  1. 第一話 鬼隠し編（上） 2011年1月12日初版、ISBN 978-4-06-138901-4
  2. 第一話 鬼隠し編（下） 2011年2月10日初版、ISBN 978-4-06-138902-1
  3. 第二話 綿流し編（上） 2011年3月10日初版、ISBN 978-4-06-138907-6
  4. 第二話 綿流し編（下） 2011年4月8日初版、ISBN 978-4-06-138909-0
  5. 第三話 祟殺し編（上） 2011年5月11日初版、ISBN 978-4-06-138911-3
  6. 第三話 祟殺し編（下） 2011年6月10日初版、ISBN 978-4-06-138913-7
  7. 第四話 暇潰し編 2011年7月8日初版、ISBN 978-4-06-138914-4（一巻完結）

- ひぐらしのなく頃に解（全9巻）
  1. 第一話 目明し編（上） 2011年9月9日初版、ISBN 978-4-06-138918-2
  2. 第一話 目明し編（下） 2011年10月7日初版、ISBN 978-4-06-138920-5
  3. 第二話 罪滅し編（上） 2011年11月11日初版、ISBN 978-4-06-138921-2
  4. 第二話 罪滅し編（下） 2011年12月9日初版、ISBN 978-4-06-138923-6
  5. 第三話 皆殺し編（上） 2012年1月11日初版、ISBN 978-4-06-138924-3
  6. 第三話 皆殺し編（下） 2012年2月10日初版、ISBN 978-4-06-138927-4
  7. 第四話 祭囃し編（上） 2012年3月9日初版、ISBN 978-4-06-138928-1
  8. 第四話 祭囃し編（中） 2012年4月11日初版、ISBN 978-4-06-138929-8
  9. 第四話 祭囃し編（下） 2012年5月11日初版、ISBN 978-4-06-138930-4

- ひぐらしのなく頃に礼（全1巻）
  1. 賽殺し編 2012年6月8日初版、ISBN 978-4-06-138934-2（一巻完結）

ひぐらしのなく頃に 双葉社ジュニア文庫版
双葉社ジュニア文庫刊。イラストは里好
1. 第一話 鬼隠し編（上） 2020年10月25日初版、ISBN 978-4-575-24299-7
2. 第一話 鬼隠し編（下） 2020年10月25日初版、ISBN 978-4-575-24300-0
3. 第二話 綿流し編（上） 2020年12月16日初版、ISBN 978-4-575-24363-5
4. 第二話 綿流し編（下） 2020年12月16日初版、ISBN 978-4-575-24364-2
5. 第三話 祟殺し編（上） 2021年3月初版、ISBN 978-4-575-24390-1
6. 第三話 祟殺し編（下） 2021年3月初版、ISBN 978-4-575-24391-8
7. 第四話 暇潰し編 2021年7月初版、ISBN 978-4-575-24427-4（一巻完結）

ボイコネ ひぐらしのなく頃に（コラボイベント）
NTTソルマーレが運営する小説ライブ配信サービス「ボイコネ」でのコラボとして配信のチャット小説。「鬼隠し編」以降（「綿流し編」「目明し編」）も掲載が予定されていたが、ボイコネ自体のサービスがその前に終了したため未掲載。イラストはcluseller
1. 鬼隠し編 2022年11月22日より順次更新

ひぐらしのなく頃に アンソロジーノベル
Softgarage・ソフガレノベルズ刊。複数人の執筆者によるアンソロジー集で、3-4ヵ月のペースで発行されてきたが、「漆」を最後に発行が途絶えている（ソフガレノベルズ自体が事実上の休止状態となっている）。公式サイトなどで作品の投稿も受け付けていたが、これも現在は途絶えている。
1. 壱 2005年8月初版、ISBN 4-86133-053-X
2. 弐 2005年11月初版、ISBN 4-86133-061-0
3. 惨 2006年2月初版、ISBN 4-86133-067-X
4. 肆 2006年5月初版、ISBN 4-86133-078-5
5. 伍 2006年8月初版、ISBN 4-86133-083-1
6. 陸 2006年11月初版、ISBN 4-86133-091-2
7. 漆 2007年2月初版、ISBN 978-4-86133-094-0

ひぐらしのなく頃に ノベルアンソロジー
一迅社・DMC NOVELSより刊行。
1. 2007年6月初版、ISBN 978-4-7580-0386-5
2. 2010年7月初版、ISBN 978-4-7580-0568-5

ひぐらしのなく頃に外伝 猫殺し編
詳細はひぐらしのなく頃に外伝 猫殺し編を参照。
“ねこごろしへん”。スクウェア・エニックス刊の鬼隠し編・綿流し編・祟殺し編のコミック第1巻購入者を対象にした竜騎士07書き下ろしの全員サービス特典。綿流し直前の部活動の一コマを描く短編小説である。挿し絵は鬼隠し編・綿流し編・祟殺し編の漫画家3名が描いている。2006年6月刊行。
ひぐらしのなく頃に 語咄し編
詳細はひぐらしのなく頃に 語咄し編を参照。
“かたりばなしへん”。スクウェア・エニックス主催の二次創作を対象にした文学賞・ひぐらしのなく頃に大賞の受賞作品を収録したアンソロジー集。
1. 語咄し編 2006年10月31日発売、ISBN 4-7575-1694-0
2. 語咄し編2 2007年11月22日発売、ISBN 978-4-7575-2171-1
3. 語咄し編3 2008年12月22日発売、ISBN 978-4-7575-2461-3

ひぐらしのなく頃に祭 橋渡し編
“はしわたしへん”。『電撃G's Festival!』Vol.7に掲載の書き下ろし作品。本編以前の、圭一が雛見沢分校に転校して来た直後に発生した知恵先生のカレー菜園荒らし事件を巡る顛末を描く。
ひぐらしのなく頃に祭 羞晒し編
“はじさらしへん”。PS2版『祭』の初回限定版「お持ち帰りぃ〜セット」の特典ブックレットに掲載の書き下ろし作品。賽殺し編冒頭の少し前に部活メンバーで行ったプールでの出来事を基に描いた話だと思われるが、本編で逮捕されたはずのある人物も登場する。また、2009年2月にアニメ第3期の第1話としてOVA化された。
ひぐらしのなく頃に 蔵出し編
詳細はひぐらしのなく頃に未公開シーン集 蔵出し編を参照。
“くらだしへん”。スクウェア・エニックス刊の暇潰し編第2巻・罪滅し編第1巻・目明し編第1巻・宵越し編各1巻のコミック4冊購入者を対象にした全員サービス特典。猫殺し編と同様に各編の漫画家が挿し絵を担当し、ゲーム本編で削られた未公開シーンを収録する。なお、マックスファクトリー発売のトレーディングフィギュアが「御蔵出し編」であるが、特に関連性は無い。
ひぐらしのなく頃に 蔵出し編・続
詳細はひぐらしのなく頃に未公開シーン集 蔵出し編を参照。
“くらだしへん・ぞく”。蔵出し編同様 罪滅し編第2巻・目明し編第2巻・宵越し編第2巻の3冊購入者を対象にした全員サービス特典。未公開シーンの他、「宵越し編」のラフ画などが掲載されている。
ひぐらしアウトブレイク
ひぐらしデイブレイクオリジナルサウンドトラックのブックレット用に寄贈された竜騎士07書き下ろし短編。
雛見沢症候群のウイルスが発見されたことにより、自衛隊により隔離、封鎖される雛見沢村。閉ざされ精神的に追い詰められていく環境の中、村人たちはウイルスの原因はオヤシロ様の祟りであるとして狂気に陥っていく。その矛先は沙都子、そして村の外部から来た圭一とレナ、部活メンバーをかばおうとする魅音へと向かっていく。
ひぐらし。
ハーヴェスト出版刊。なごみ文庫レーベルで、この作品に登場するキャラクターがちびキャラ化して活躍するアンソロジー。それだけに、コミカルな要素が多い。
1. 壱 2009年7月初版、ISBN 978-4-434-13199-8
2. 弐 2009年10月初版、ISBN 978-4-434-13200-1

なごみ文庫の本編シリーズ
かたのんが『罪滅し編』をゆるく、そして過激なアレンジをほどこし、手書きで書いた動画がネット上で話題となり、小説化となったもの。「ひぐらし。」シリーズと同じく、竜騎士07が監修をし、かたのんはイラスト担当、著作は御門智が担当している。
1. ひぐらしのなく頃に 〜ほのぼの罪滅し編〜 2010年4月1日初版、ISBN 978-4-434-14139-3
2. ひぐらしのなく頃に ときめき鬼隠し編 2011年1月10日初版、ISBN 978-4-434-15194-1
3. ひぐらしのなく頃に とどろき祭囃し編 2011年1月10日初版、ISBN 978-4-434-15195-8

### アニメ
アニメは第1期「ひぐらしのなく頃に」が2006年4月から同年9月まで放送され（一部地域で差異あり）、第2期「ひぐらしのなく頃に解」が2007年7月から同年12月まで放送。そして第3期「ひぐらしのなく頃に礼」がOVAとして2009年2月から同年9月にかけて順次発売された。2011年7月からは、ひぐらし十周年記念作品として第4期「ひぐらしのなく頃に煌」がOVAとして発売され、原作の出題編・解答編・ファンディスクの内容全てのアニメ化が実現した。2013年には、小説「ひぐらしアウトブレイク」を原作として「ひぐらしのなく頃に拡 〜アウトブレイク〜」がOVAとして発売された。2020年10月からは新シリーズである「ひぐらしのなく頃に業」が放送された。
また、2007年6月より米国およびフランスでDVD発売・ネット配信開始。

### 実写映画

#### ひぐらしのなく頃に
2008年5月10日公開。及川中が監督を務める。前原圭一役の前田公輝は今作が初主演となる。第1話『鬼隠し編』を原作としている。
公開開始から池袋シネマサンシャインでは、2日間合計で動員3532名・興収514万2500円（土日2日間充足率=101%）、全国18スクリーンでは、2日間合計で動員1万6085名・興収2301万6500円（土日2日間スクリーンアベレージ＝127万6894円）をあげ、東京単館（ミニシアター）で観客動員数2週連続1位を記録し、14映画館でしか上映されていなかったのが33映画館で追加上映が決定した。最終的に60館で公開され、単館系作品としては異例の興行収入2億円を突破した。
（以下、映画第一弾データ）
スタッフ
- 監督・脚本：及川中
- 製作：気賀純夫、湯浅昭博、長谷川洋、入江祥雄、安田正樹
- エグゼクティブ・プロデューサー：及川武
- プロデューサー：東快彦、池原健、野村美加、団野喜人
- アソシエイト・プロデューサー：武内健、小野昌司、深尾聡志
- 企画：成田尚哉、平田樹
- 撮影：白尾一博
- 特殊メイク：ピエール須田
- 音楽：川井憲次
- 音楽プロデューサー：吉岡明
- 美術：松塚隆史
- 編集：滝沢雄作
- 衣装デザイン：宮本茉莉、江頭三絵
- 録音：深田晃、小島幸雄、渥美大輔、佐野謙二
- スチール：西永智成
- 音響効果：渋谷圭介
- 振り付け：伊藤嘉章
- 助監督：西保典
- 照明：宮下昇
- 製作進行：長島紗知
- 題字：十時かの子
- 制作プロダクション：アルチンボルド
- 製作・著作：オヤシロさまプロジェクト（ジェネオンエンタテインメント、創通、フロンティアワークス、講談社、ムービック）
- 配給：ファントム・フィルム

主題歌
- オープニングテーマ『WHEEL OF FORTUNE （運命の輪）』
- エンディングテーマ『ディオラマ』
  - 歌：島みやえい子

キャスト
- 前原圭一：前田公輝
- 園崎魅音：飛鳥凛
- 竜宮レナ：松山愛里
- 古手梨花：あいか
- 北条沙都子：小野恵令奈（AKB48）
- 知恵留美子（教師）：三輪ひとみ
- 富竹ジロウ（カメラマン）：谷口賢志
- 前原伊知郎：米山善吉
- 前原藍子：星ようこ
- 入江京介（医師）：田中幸太朗
- 鷹野三四（看護婦）：川原亜矢子
- 大石蔵人（刑事）：杉本哲太

映画公開に合わせて、様々なコラボ企画イベントが実施された。
- ナムコ・ナンジャタウン - 4月19日 〜 5月23日の間、「猫騙し編」と題されたスタンプラリーが実施された。
- カラオケパセラ - 5月10日 〜 6月10日の間、特別メニューの販売および、5店舗による特別キーワードの上映、アニメ解編1話-13話の無料放映。
- ゲーマーズ池袋店 - 5月10日 〜 6月1日の間、シネマサンシャインでの映画半券と交換の上、関連商品を購入で関連商品が当たるイベントが実施された。

DVD
2008年11月21日

#### ひぐらしのなく頃に 誓
2009年4月18日公開。及川中監督作品。PG12指定。第6話『罪滅し編』を原作としているが、他のエピソードを一部盛り込んでいる他、結末がやや異なっている。圭一役の前田公輝を始めキャストはほぼ前作と同じだが、大石役が杉本哲太から大杉漣に変更されている。
キャスト
- 前原圭一：前田公輝
- 竜宮レナ：松山愛里
- 園崎魅音：飛鳥凛
- 古手梨花：あいか
- 北条沙都子：小野恵令奈 (当時AKB48）
- 入江京介：田中幸太朗
- 知恵留美子：三輪ひとみ
- 富竹ジロウ：谷口賢志
- 謎の自警団：渋谷正次
- 間宮律子：矢部美穂
- 北条鉄平：大高洋夫
- 竜宮保典（レナの父）：菅原大吉
- 滝沢涼子
- 田村泰二郎
- 尾関仲嗣
- 竹光桂子
- 播田美保
- 石崎健二
- 太田菜月
- うらん
- 大谷俊平
- 田中隆三
- 鷹野三四：川原亜矢子
- 大石蔵人：大杉漣

主題歌
- 『誓い』
  - 歌：島みやえい子

DVD
2009年11月6日発売

### テレビドラマ
両番組とも新潟ローカルで番宣スポットを投入した。

#### ひぐらしのなく頃に
2016年5月20日よりBSスカパー!にて全6話で放送。「鬼隠し編」「綿流し編」「祟殺し編」を二話ずつ放送する。主演は稲葉友で本作品が連続ドラマ初主演となる。その他の主要キャストはNGT48からオーディションで決定される。
キャスト
- 前原圭一：稲葉友[43]
- 竜宮レナ：加藤美南（NGT48）
- 園崎魅音・園崎詩音：中井りか（NGT48）
- 北条沙都子：清司麗菜（NGT48）
- 古手梨花：本間日陽（NGT48）
- 富竹ジロウ：石垣佑磨[43]
- 入江京介：郭智博[43]
- 鷹野三四：北原里英（NGT48）
- 大石蔵人：鶴田忍[43]
- 北条鉄平：脇知弘[43]
- 謎の少女：高倉萌香（NGT48）

放送日程
| 話数  | 放送日        | サブタイトル  |
| ----- | ------------- | ------------- |
| 第1話 | 2016年5月20日 | 鬼隠し編 前編 |
| 第2話 | 5月27日       | 鬼隠し編 後編 |
| 第3話 | 6月3日        | 綿流し編 前編 |
| 第4話 | 6月10日       | 綿流し編 後編 |
| 第5話 | 6月17日       | 祟殺し編 前編 |
| 第6話 | 6月24日       | 祟殺し編 後編 |

DVD
2017年06月23日

#### ひぐらしのなく頃に解
2016年11月25日よりBSスカパー!にて全4話で放送。「目明し編」「罪滅し編」を放送する。
キャスト
- 前原圭一：稲葉友
- 竜宮レナ：加藤美南（NGT48）
- 園崎魅音・園崎詩音：中井りか（NGT48）
- 北条沙都子：清司麗菜（NGT48）
- 古手梨花：本間日陽（NGT48）
- 富竹ジロウ：石垣佑磨
- 入江京介：郭智博
- 鷹野三四：北原里英（NGT48）
- 大石蔵人：鶴田忍
- 北条鉄平：脇知弘
- 謎の少女：高倉萌香（NGT48）
- 北条悟史：瀬戸利樹

放送日程
| 話数  | 放送日         | サブタイトル  |
| ----- | -------------- | ------------- |
| 第1話 | 2016年11月25日 | 目明し編 前編 |
| 第2話 | 12月2日        | 目明し編 後編 |
| 第3話 | 12月9日        | 罪滅し編 前編 |
| 第4話 | 12月16日       | 罪滅し編 後編 |

### 舞台

#### 雛見沢停留所〜ひぐらしのなく頃に原典〜
「進戯団 夢命クラシックス×07th Expansion」名義にて、2015年8月26日から30日にかけて八幡山ワーサルシアターにて公演された。のちに発売されたゲーム『ひぐらしのなく頃に奉』における「雛見沢停留所」おいては、舞台版の俳優がそのまま声優としてキャスティングされた。
スタッフ
- 脚本：竜騎士07
- 構成・演出：伊藤マサミ
- 監修：07th Expansion
- 製作：office smc
- 協力：ともぞ（スクウェア・エニックス刊「雛見沢停留所〜ひぐらしのなく頃に原典〜」より）

キャスト
- 園崎魅音：小市眞琴
- 古手梨花：青木志貴
- 吉村満：早乙女じょうじ
- 荒川和也：紅葉美緒
- 利根川克己：加藤隆浩
- 岡野大祐：芹澤良
- 星野百合：舞原鈴
- 新田博昭：伊藤マサミ
- 保土田かすみ：滑川恭子
- 織田輝彦：豊田幸樹
- オヤシロさま：かおりかりん

#### 進戯団 夢命クラシックス×07th Expansion vol.6 舞台「ひぐらしのなく頃に〜流・明〜」
「進戯団 夢命クラシックス×07th Expansion」の6作目の舞台作品で、2019年7月24日から28日にかけてラゾーナ川崎プラザソルにて公演された。ストーリーが異なる「流」（綿流し編）と「明」（目明し編）を各4公演ずつの、全8公演が回替わりで上演。
スタッフ
- 脚色・演出：伊藤マサミ

キャスト
- 前原圭一：副島和樹
- 園崎詩音：YAE
- 園崎魅音：MIO
- 竜宮レナ：杉田真帆（流） / 石川凜果（明）
- 北条沙都子：深桜ありさ（流） / 岩倉あずさ（明）
- 古手梨花：辻村りか（流） / 矢野妃菜喜（明）
- 鷹野三四：篠原千夏（流） / 矢澤梨央（明）
- 富竹ジロウ：細川洪
- 入江京介：三本木大輔
- 大石蔵人：加藤隆浩
- 北条悟史：小松ゆう（明）
- アンサンブル：山田せいら、雨宮光、林田寛之、望月祐治、南舘優雄斗、寺尾隆之、高橋司、越地優斗、坂本あすみ、漆畑美来、咲良蒼唯、伊地華鈴、吉冨さくら

### 朗読劇

#### 朗読劇『ひぐらしのなく頃に』
2023年8月6日にところざわサクラタウンジャパンパビリオンホールAにて、TVアニメ「ひぐらしのなく頃に 業・卒」より1部「鬼騙し編／鬼明し編」2部「綿騙し編/綿明し編」を再構成し、それぞれ1公演ずつの全2公演が上演された。
キャストはテレビアニメと同じで、保志総一朗（前原圭一役）、中原麻衣（⻯宮レナ役）、ゆきのさつき（園崎魅音役/園崎詩音役）、かないみか（北条沙都子役）、茶風林（大石蔵人役）の他、2部のみ伊藤美紀（鷹野三四役）が出演した。

### ドラマCD

#### WAYUTA 販売のCD
他のメディア展開とは異なり、原作の音源を多用しているのが特徴である。daiのアルバムオリジナル曲が使用されることもある。
原作ドラマCD
章を重ねるごとに分量が増え、一章ごとの収録時間200-300分超、収録枚数3-6枚組となった。ゲーム内での音楽・効果音などを流用している。ブックレットに記載されたパスワードをドラマCD公式サイトの隠しページに入力すると、音声データTIPSをダウンロードできる。
初めて声優による音声が付いたメディアでもあり、そのため鬼隠し編などの初期では、梨花の声のイメージが病弱で暗い感じになっているなど、他のメディアミックス作品と比べると幾つかの相違がある。
また、ドラマCD版のキャストが竜騎士07の選んだキャストであり、アニメ・PS2版の一部のキャストはスケジュールなどの都合により変更された（ドラマCD公式サイト制作日記より）。その後、フロンティアワークスから発売されたドラマCDはアニメ版キャストに準拠。
1. 鬼隠し編（2005年5月27日発売）
2. 綿流し編（2005年12月22日発売）
3. 祟殺し編（2006年6月28日発売）
4. 暇潰し編（2006年12月27日発売）
5. 目明し編（2007年6月27日発売）
6. 罪滅し編（2008年2月22日発売）
7. 皆殺し編（前編）・（後編）（2011年1月28日発売）
8. 祭囃し編（前編）・（中編）（2012年1月27日発売）、（後編）（2012年3月9日発売）

アペンドディスク
アペンドディスクは、上記のパスワードで入手する音声TIPSの「CD音質版」として販売されているCDである。ダウンロード版は圧縮がかけられており、ファンの要望に答える形で発売された。
内容としては、ゲームにおける「TIPS」と呼ばれるサイドストーリーを再現したものであり、これを読み解くことで世界観をより深く知ることができたり、より深く推理を楽しむことができる。
1. アペンドディスク01（2006年1月20日発売）
2. アペンドディスク02（2007年10月26日発売）

語咄し編
1. 語咄し編（2007年4月25日発売）
2. 語咄し編2（2008年5月9日発売）
3. 語咄し編3（2009年4月24日発売）

#### フロンティアワークス 販売のCD
アンソロジードラマCD以外にコミックマーケット限定配布（お持ち帰りぃ〜☆miniCDシリーズなど）・発売のドラマCDが多数ある。幾つかはアニメのDVD初回限定版の特典として封入された。他にキャラクターCDやDJCDなども発売している。
アンソロジードラマCD
1. アンソロジードラマCD 第1巻（2005年12月22日発売）（※初回版にはボーナストラック付）
2. アンソロジードラマCD 第2巻（2006年3月24日発売）（※初回版にはボーナストラック付）
3. アンソロジードラマCD 「ひぐらしのなく頃に解」featuring「うみねこのなく頃に」（2009年5月27日発売）

お持ち帰りぃ〜☆miniCD
1. お持ち帰りぃ〜☆miniCD 2005 WINTER「圭一の野望なのです。にぱ〜☆」
2. お持ち帰りぃ〜☆miniCD 2006 SUMMER「ひぐらシンデレラ・しんどろ〜む...!?」
3. お持ち帰りぃ〜☆miniCD えくすとら「圭一の野望ふたたび・知恵先生とカレー対決なのです!?」（※アニメ一期DVD5巻店頭特典）
4. お持ち帰り〜☆ミニCD 2008 SUMMER
5. お持ち帰り〜☆ミニCD 2008 WINTER

Comic Market LIMITED CD
1. Comic Market 73 LIMITED CD
2. Comic Market 74 LIMITED CD
3. Comic Market 75 Limited CD 「ひぐらしのなく頃に礼」 featuring 「うみねこのなく頃に」
4. Comic Market 76 Limited CD 「ひぐらしのなく頃に」 × 「うみねこのなく頃に」

実写映画 関連CD
1. 実写映画 前売り券第1弾特典 スペシャルCD（※キャストはアニメ版）
2. 実写映画 ドラマCD付き限定パンフレット（※キャストはアニメ版）
3. 実写映画 「ひぐらしのなく頃に誓」前売り券 特典CD（※キャストはアニメ版）
4. 実写映画 「ひぐらしのなく頃に誓」スペシャルドラマCD付き限定パンフレット（※キャストはアニメ版）

その他の限定配布・発売CD
1. 2006冬コミケ限定CD 〜鬼のいぬ間に〜
2. 羽入&梨花のひぐらしみくじご託宣CD

キャラクターCD
1. ひぐらしのなく頃に vol.1 「レナ+圭一&大石」
2. ひぐらしのなく頃に vol.2 「魅音+詩音」
3. ひぐらしのなく頃に vol.3 「梨花+沙都子」

1. ひぐらしのなく頃に解 vol.1 「羽入Link古手梨花」
2. ひぐらしのなく頃に解 vol.2 「鷹野三四Link富竹ジロウ」
3. ひぐらしのなく頃に解 vol.3 「北条悟史Link前原圭一」

キャラクターソングCD
1. Character CD 〜入江たちの逆襲〜（入江京介、赤坂衛、知恵留美子の曲を収録）
2. Character Song Remix CD〜なにかがちがうのです☆〜

DJCD
1. 猿回し編 第1巻（2007年7月25日発売）
2. 猿回し編 第2巻（2007年8月24日発売）
3. 皿回し編 第1巻（2007年12月21日発売）
4. 皿回し編 第2巻（2008年1月25日発売）
5. 皿回し編 出張版!（アニメディア・声優アニメディア応募者全員サービス）
6. 皆回し編 第1巻（2008年8月8日発売）
7. 皆回し編 第2巻（2008年12月26日発売）

#### その他のCD
ゲーム限定版特典CD 
- 君恋し編（2008年11月27日発売）

ひぐらしデイブレイクPortable限定BOXに含まれるドラマCD。
- 村崩し（むらくずし）編（2008年11月27日発売）

ひぐらしのなく頃に絆 第二巻「想（そう）」エンジェルモートお持ち帰りBOXに含まれるドラマCD。
- 幸遠し（さちとおし）編（2009年5月28日発売）

ひぐらしのなく頃に絆 第三巻「螺（らせん）」限定BOXに含まれるドラマCD。
- 虚仮威し（こけおどし）編（2009年11月12日発売）

PSP版ひぐらしの哭く頃に 雀 限定版BOXに含まれるオリジナルドラマCD。
- 幸探し（さちさがし）編（2009年11月26日発売）

ひぐらしデイブレイク Portable MEGA EDITION 限定BOXに含まれるドラマCD。
- 夢交し（ゆめかわし）編（2010年2月25日発売）

ひぐらしのなく頃に絆 第四巻「絆（きずな）」限定BOXに含まれるドラマCD。
- 圭一&沙都子の朗読劇「同志鉄平、萌えの境地に開眼するの巻」（2019年01月24日発売）

ひぐらしのなく頃に奉 完全生産限定版に含まれるドラマCD。
 その他のCD 
- 羞晒し編（2007年夏コミケ初発売）

初回限定版特典の短編小説をドラマCD化。キャストはPS2版に準拠している。
- 語咄し編「やめないで知恵先生」（2007年冬発送）

ガンガンパワードの応募者全員サービスでドラマCD化。
- ひぐらしVSうみねこ!?スーパー魔法大バトル!（2008年12月22日発売）

ガンガンパワード2009年2月号付録のCD。

### 関連商品

#### 書籍
- ひぐらしのなく頃に 特別編 雛見沢村連続怪死事件 私的捜査ファイル（仮）
  - スタジオDNA 2004年12月21日初版、ISBN 4-7580-1026-9
- ひぐらしのなく頃に ビジュアルファンブック
  - 一迅社 2005年6月24日初版、ISBN 4-7580-1034-X
- ひぐらしのなく頃に 名場面捜査ファイル100
  - 宝島社 2007年5月21日初版、ISBN 978-4-7966-5792-1
- 最終考察ひぐらしのなく頃に
  - メディアワークス 2008年4月15日初版、ISBN 978-4-8402-4234-9
- コミックスペシャルカレンダー2009 ひぐらしのなく頃に
  - スクウェア・エニックス 2008年11月14日、ISBN 978-4-7575-2372-2

PS2版『祭』の関連書籍はひぐらしのなく頃に祭#関連書籍を、アニメ版の関連書籍はひぐらしのなく頃に (アニメ)#関連書籍を参照。なお攻略本には、オフィシャルガイドブックに言祝し編（ことほぐしへん）、コンプリートガイドブックに為崩し編の短編書下ろしが掲載されている。

#### カードゲーム
Lycee
シルバーブリッツのトレーディングカードゲーム、Lyceeに参戦している。収録エキスパンションは、07th Expansion1.0など。

#### パチスロ
- パチスロひぐらしのなく頃に祭（2010年、オーイズミ）
- パチスロひぐらしのなく頃に煌（2014年、オーイズミ）
- パチスロひぐらしのなく頃に絆（2016年、ディ・ライト）
- パチスロひぐらしのなく頃に祭2（2020年、オーイズミ）[50]
- パチスロひぐらしのなく頃に祭2カケラ遊び編（2022年、オーイズミ）[51]

#### パチンコ
いずれも大一商会から発売。
- CRひぐらしのなく頃に 頂／戯（2013年）
- CRひぐらしのなく頃に 叫／祈（2017年）
- Pひぐらしのなく頃に 廻／憩（2020年）
- Pひぐらしのなく頃に 瞬／囁（2021年）
- Pひぐらしのなく頃に 彩／蕾（2022年）
- Pひぐらしのなく頃に 輪廻転生（2024年）

### ラジオ
RADIOアニメロミックス 〜ひぐらしのなく頃に編〜
文化放送他で放送されているラジオ番組、RADIOアニメロミックスの第六期。2006年11月4日から2006年12月30日まで放送。パーソナリティは竜宮レナ役の中原麻衣と北条悟史役の小林ゆう。
アニメイトTVでは同じパーソナリティによる姉妹番組としてWebラジオ「RADIOアニメロミックス 〜ひぐらしのなく頃に こぼれ話編〜」が2006年11月10日から2007年1月5日にかけて放送された（現在も視聴可能）。
ひぐらしのなく頃に 猿回し編
アニメイトTVで、2007年2月1日から2007年8月2日まで配信されたWebラジオ。パーソナリティは竜宮レナ役の中原麻衣と園崎魅音役の雪野五月。隔週配信。同年7-8月、ダイジェストCDとして発売。
ひぐらしのなく頃に 皿回し編
アニメイトTVで、2007年8月3日から2008年1月23日まで配信されたWebラジオ。パーソナリティは竜宮レナ役の中原麻衣と園崎魅音役の雪野五月。毎月第1・第3火曜日配信。
ひぐらしのなく頃に 皆回し編
アニメイトTVで、2008年4月10日から2009年2月2日まで配信されたWebラジオ。パーソナリティは竜宮レナと園崎魅音・詩音。レナと魅音が2回ずつ交代。
ひぐらしのなく頃に解 〜夜更し編〜
文化放送他で放送されているラジオ番組、A&G 超RADIO SHOW〜アニスパ!〜内の箱番組として2007年7月7日から9月29日まで放送していた。パーソナリティは竜宮レナ役の中原麻衣。
ひぐらしのなく頃に礼 ラジオステーション・出張版
アニメイトTVで、2009年4月8日から2009年6月24日まで配信されたWebラジオ。パーソナリティは竜宮レナ役の中原麻衣と園崎魅音役の雪野五月。
ひぐらしのなく頃に煌 笑話し編
アニメイトTVで、2011年5月11日から配信されているWebラジオ。パーソナリティは竜宮レナ役の中原麻衣と北条悟史役の小林ゆう。
ひぐらしのなく頃に業 廿回し編
音泉で、2020年9月25日から配信されているWebラジオ。パーソナリティは前原圭一役の保志総一朗と竜宮レナ役の中原麻衣。

### 音楽

#### 同人アルバム
- もうなかないで（2004年12月30日発売）
- Thanks/you（2005年8月13日発売）
- Dear you（2006年8月13日発売）
- yours（2006年8月13日発売）
- you&history（2012年8月11日発売）- 10周年記念CD
- ひぐらしのなく頃に×うみねこのなく頃に Piano Collections（2013年8月10日発売）
- あの日へ/you（2014年8月17日発売）
- ひぐらしブレイクアウト!（2015年8月16日発売）
- ずっと、ふたり。（2016年4月24日発売）
- ひぐらしのなく頃に奏（2016年9月23日発売）
- Thanks/you -卒業-（2022年10月15日発売）- 20周年記念CD

#### 同人シングル
- 雪野五月 - you（2007年8月17日発売）
- 保志総一朗 - あの日, あの場所, 全てに『ありがとう』（2008年8月15日発売）
- 癒月 - ひぐらしのなく頃に アレンジヴォーカルCD（2014年10月13日発売）

#### テーマソング集
- ひぐらしのなく頃に ボーカルソング+ゲームオープニングムービー集（2010年8月25日発売）
- ひぐらしのなく頃に テーマソングコレクション（2015年2月4日発売）
- ひぐらしのなく頃に粋 主題歌集（2015年5月4日発売）

#### デジタル・ダウンロード
- ひぐらしのなく頃にイメージソング～遊園ノ音～（2021年8月31日発売）
- ひぐらしのなく頃にイメージソング～響き綿流～（2022年8月22日発売）
- ひぐらしのなく頃にイメージソング～紡ぎ彩流～（2022年12月9日発売）

#### パチンコオリジナル搭載楽曲
| 発表年 | 曲名                           | アーティスト | 機 |
| ------ | ------------------------------ | ------------ | -- |
| 2020年 | 「キミシニタマフコトナカレ」   | 島みやえい子 | 廻 |
| 2020年 | 「穴」                         | 島みやえい子 | 廻 |
| 2020年 | 「two sides of the same coin」 | 片霧烈火     | 廻 |
| 2020年 | 「Resonant fragments」         | 彩音         | 廻 |
| 2022年 | 「Anagram of Coda」            | 彩音         | 彩 |
| 2022年 | 「凹凸インコンプリート」       | 本木咲黒     | 彩 |

### 演奏会
ひぐらしのなく頃に奏
2016年9月23日 三鷹市芸術文化センター 風のホールにて開催。ひぐらしのなく頃にの楽曲を弦楽四重奏とピアノで演奏するコンサート。出演、弦楽四重奏“DEQUAR”、ピアノ:栗原正和、司会:癒月。同年10月に、演奏会名と同名のCD・DVDを発売。
2017年7月から9月にかけて、東京上映会および仙台・大阪・福岡公演が行われた。